# Peter O’Farrell
Peter O’Farrell ist ein britischer Schauspieler.

## Leben
Der nur 1,57 m große O’Farrell wurde überwiegend für Charakterrollen mit humoristischen Zügen eingesetzt wie 1980 in Hawk – Hüter des magischen Schwertes, 1983 in Gefangene des Universums oder 1985 in Santa Claus: The Movie. 2000 war er in der britischen Fantasy-Fernsehserie in insgesamt 11 Episoden in der Rolle des Odo zu sehen. 2002 hatte er eine Nebenrolle in Harry Potter und die Kammer des Schreckens als Fotografen des Tagespropheten, der die titelgebende Hauptrolle Harry Potter, gespielt von Daniel Radcliffe, mit dem Prominenten Zauberer und zugleich seinem zukünftigen Lehrer Gilderoy Lockhart, gespielt von Kenneth Branagh, fotografierte. Zuletzt war er 2010 in dem australischen Kurzfilm Locked in einer Filmrolle zu sehen.

## Filmografie
- 1972: Alice im Wunderland (Alice’s Adventures in Wonderland)
- 1976: Peter Pan (Fernsehfilm)
- 1976: Confessions of a Driving Instructor
- 1977: Der Prinz und der Bettler (The Prince and the Pauper)
- 1980: Hawk – Hüter des magischen Schwertes (Hawk the Slayer)
- 1981: Strangers (Fernsehserie, Episode 4x02)
- 1983: Gefangene des Universums (Prisoners of the Lost Universe)
- 1984: Danger: Marmalade at Work (Fernsehserie, Episode 1x07)
- 1985: Legende (Legend)
- 1985: Santa Claus: The Movie (Santa Claus)
- 1988: Dramarama (Fernsehserie, Episode 6x10)
- 1990: Omnibus (Fernsehserie, Episode 27x18)
- 1995: Eine sachliche Romanze (An Awfully Big Adventure)
- 1995: Space Cops – Tatort Demeter City (Space Precinct) (Fernsehserie, Episode 1x16)
- 2000: Dark Knight (Fernsehserie, 11 Episoden)
- 2002: Harry Potter und die Kammer des Schreckens (Harry Potter and the Chamber of Secrets)
- 2010: Locked (Kurzfilm)